# Grille (1934)
Pour les articles homonymes, voir Grill (homonymie).
Le Grille est un aviso de la Reichsmarine puis de la Kriegsmarine.

## Histoire
Il succède au yacht de l'amirauté prussienne SMS Grille.
Le navire est présent lors de parades de la flotte comme le vingtième anniversaire de la bataille du Jutland le 30 mai 1916, la visite de la délégation allemande avec le ministre de la Défense et Generalfeldmarschall Werner von Blomberg à l'occasion du couronnement du roi britannique George VI, la réunion navale de Spithead le 12 et 13 mai 1937, les visites d'État du régent hongrois Miklós Horthy à l'été 1938, du roi Victor-Emmanuel III en août 1939 et de Benito Mussolini à l'été 1942.
Au début de la Seconde Guerre mondiale, il reçoit des mines à Wilhelmshaven et est l'un des premiers navires allemands à entrer dans les eaux britanniques pour déposer des mines dans l'estuaire de la Tamise. Peint en gris marin en 1942, le Grille sert en mer du Nord comme quartier général du commandant en chef, le Großadmiral Erich Raeder, et stationne à Narvik.
Après la guerre, le navire est retenu dans le Lofjord, près de Trondheim. Il est un butin de guerre du Royaume-Uni et est acheté en 1946 par un armateur canadien. L'industriel du textile libanais George Arida le prend en 1948 au nom du roi égyptien Farouk. Mais le roi n'en veut plus alors qu'Arida est parti le récupérer à New York, où il sert un temps pour des visites touristiques. En avril 1951, le navire est vendu à un chantier naval de Bordentown puis démonté.

## Commandement
- FKpt. Helmuth Brinkmann (1er novembre 1937)
- Kpt.z.S. v.d. Forst (Mai 1938 - juin 1940)
- KKpt. Fritz Poske (Juin 1940 - novembre 1940)
- KKpt. Lanz (Novembre 1940 - mars 1942)
- KKpt. Just (Août 1942 - mai 1944)
- Kptlt. Ludloff (mai 1944 à la fin de la guerre)